# Home Nations Championship 1884
La Home Nations Championship de 1884 fou la segona edició de l'actual torneig de les sis nacions. Es van disputar sis partits entre el 5 de gener i el 12 d'abril de 1884. Les seleccions participants foren Anglaterra, Irlanda, Escòcia, i Gal·les.Anglaterra va guanyar el campionat per la segona vegada consecutiva i  batent les altres tres nacions, aconseguint la Corona Triple per segon cop. Aquest Campionat va ser conegut per l'assaig que va donar la victòria a l'equip anglès, que fou molt protestat pels escocesos que no estaven d'acord amb la decisió arbrital i que fins i tot feren una reclamació oficial que fou desestimada. Els sentiments de frustració i malestar que va provocar per aquesta situació desembocaria en la creació de la International Rugby Board l'any 1886, un organisme que vetllaria per una normativa acceptada per tots els equips a nivell internacional.

## Taula
| Posició | Nació      | Partits | Partits  | Partits  | Partits | Punts | Punts     | Punts      | Tablepoints |
| Posició | Nació      | Jugats  | Guanyats | Empatats | Perduts | Per   | En contra | Diferència | Tablepoints |
| ------- | ---------- | ------- | -------- | -------- | ------- | ----- | --------- | ---------- | ----------- |
| 1       | Anglaterra | 3       | 3        | 0        | 0       | 3     | 1         | +2         | 6           |
| 2       | Escòcia    | 3       | 2        | 0        | 1       | 3     | 1         | +2         | 4           |
| 3       | Gal·les    | 3       | 1        | 0        | 2       | 2     | 2         | 0          | 2           |
| 4       | Irlanda    | 3       | 0        | 0        | 3       | 0     | 4         | −4         | 0           |

## Resultats
| Anglaterra | (2T) 1–1 (0T) | Gal·les | 5 gener 1884 {{{time}}} - |
|            |               |         | 5 gener 1884 {{{time}}} - |

| Gal·les | 0–1 | Escòcia | 12 gener 1884 {{{time}}} - |
|         |     |         | 12 gener 1884 {{{time}}} - |

| Irlanda | 0–1 | Anglaterra | 4 febrer 1884 {{{time}}} - |
|         |     |            | 4 febrer 1884 {{{time}}} - |

| Escòcia | 2–0 | Irlanda | 16 febrer 1884 {{{time}}} - |
|         |     |         | 16 febrer 1884 {{{time}}} - |

| Anglaterra | 1–0 | Escòcia | 1 març 1884 {{{time}}} - |
|            |     |         | 1 març 1884 {{{time}}} - |

| Gal·les | 1–0 | Irlanda | 12 abril 1884 {{{time}}} - |
|         |     |         | 12 abril 1884 {{{time}}} - |

### Sistema de puntuació
Els partits es decidien per goals o gols, un goal era concedit quan l'equip feia un assaig i la posterior anotació, tant per un drop com per un goal from mark. Si el partit acabava en empat, aleshores el guanyador era l'equip amb més assaigs sense conversió. Si no hi havia encara cap guanyador clar es declarava empat.

## Partits

### Anglaterra vs. Gal·les
| Anglaterra                                | 1G, 2T – 1G | Gal·les                  | 5 Gener 1884 {{{time}}} - Cardigan Fields, Leeds Assistència: 2,000 espectadors Àrbitre: JA Gardner (Escòcia) |
| Assaig: Rotherham Twynam Wade Con: Bolton |             | Assaig: Allen Con: Lewis | 5 Gener 1884 {{{time}}} - Cardigan Fields, Leeds Assistència: 2,000 espectadors Àrbitre: JA Gardner (Escòcia) |

Anglaterra: HB Tristram (Oxford University), CG Wade (Oxford University), CE Chapman (Cambridge University), WN Bolton (Blackheath), A Rotherham (Oxford University), HT Twynam (Richmond), JT Hunt (Manchester), CS Wooldridge (Blackheath), CJB Marriott (Cambridge University), Herbert Fuller (Cambridge University), EL Strong (Oxford University), WM Tatham (Oxford University), RSF Henderson (Blackheath), Charles Gurdon (Richmond), ET Gurdon (Richmond) capt.
Gal·les: Charles Lewis (Llandovery College), Charles Peter Allen (Oxford University), William Norton (Cardiff), Charles Taylor (Ruabon), Charlie Newman (Newport) capt., William Gwynn (Swansea), William David Phillips (Cardiff), John Sidney Smith (Cardiff), Joe Simpson (Cardiff) Tom Clapp (Newport), Bob Gould (Newport), Horace Lyne (Newport), Frederick Margrave (Llanelli), Fred Andrews (Swansea), George Morris (Swansea)
La tercera edició d'un partit entre ambdues seleccions i la primera que es jugava a Yorkshire acabà amb la victòria anglesa amb un avantatge de dos assaigs i amb Gal·lès aconseguint el seu primer assaig contra el quinze de la rosa.

### Gal·les vs. Escòcia
| Gal·les | 0 – 1T, 1DG | Escòcia                     | 12 gener 1884 {{{time}}} - Rodney Parade, Newport Assistència: 2,000 espectadors Àrbitre: JS McLaren (England) |
|         |             | Assaig: Ainslie Drop: Asher | 12 gener 1884 {{{time}}} - Rodney Parade, Newport Assistència: 2,000 espectadors Àrbitre: JS McLaren (England) |

Gal·les: Charles Lewis (Llandovery College), Charles Peter Allen (Oxford University), William Norton (Cardiff), Charles Taylor (Ruabon), Charlie Newman (Newport) capt., William Gwynn (Swansea), William David Phillips (Cardiff), Thomas Baker Jones (Newport), Joe Simpson (Cardiff) Tom Clapp (Newport), Bob Gould (Newport), Horace Lyne (Newport), Frederick Margrave (Llanelli), Fred Andrews (Swansea), George Morris (Swansea)
Escòcia: JP Veitch (Royal HSFP), Bill Maclagan (London Scottish) capt., DJ Macfarlan (London Scottish), George Campbell Lindsay (Fettesian-Lorettonians), Andrew Ramsay Don-Wauchope (Fettesian-Lorettonians), AGG Asher (Oxford University), T Ainslie (Edinburgh Inst FP), JB Brown (Glasgow Acads), J Jamieson (West of Scotland), R Maitland (Edinburgh Inst FP), WA Peterkin (Edinburgh University), C Reid (Edinburgh Acads), D. Somerville (Edinburgh Inst FP), J Tod (Watsonians), WA Walls (Glasgow Acads)
El segon partit internacional entre ambdues seleccions acabaria novament amb victòria escocesa, a pesar de les protestes escoceses per les diferents formes d'entendre el reglament. Els tres àrbitres pertanyien a diferents organismes internacionals de Rugbi, amb peculiaritats diferenciadores en el reglament.

### Irlanda vs. Anglaterra
| Irlanda | 0 – 1G | Anglaterra                 | 4 febrer 1884 {{{time}}} - Lansdowne Road, Dublín Àrbitre: JS Laing (Scotland) |
|         |        | Assaig: Bolton Con: Sample | 4 febrer 1884 {{{time}}} - Lansdowne Road, Dublín Àrbitre: JS Laing (Scotland) |

Irlanda: JWR Morrow (Queen's College, Belfast), RE McLean (NIFC), RH Scovell (Dublín University), DJ Ross (Belfast Albion), M Johnston (Dublín University), WW Higgins (NIFC), SAM Bruce (NIFC), FH Levis (Wanderers), HM Brabazon (Dublín University), DF Moore (Wanderers), JBW Buchanan (Dublín University), JA McDonald (Methodist College, Belfast) capt., RW Hughes (NIFC), WG Rutherford (Tipperary), OS Stokes (Cork Bankers)
Anglaterra: CH Sample (Cambridge University), Herbert Fallas (Wakefield Trinity), H Wigglesworth (Thornes), WN Bolton (Blackheath), JH Payne (Broughton), HT Twynam (Richmond), GT Thomson (Halifax), CS Wooldridge (Blackheath), CJB Marriott (Cambridge University), A Teggin (Broughton), EL Strong (Oxford University), WM Tatham (Oxford University), H Bell (New Brighton), A Wood (Halifax), ET Gurdon (Richmond) capt.

### Escòcia vs. Irlanda
| Escòcia                                                | 2G, 2T – 1T | Irlanda          | 16 febrer 1884 {{{time}}} - Raeburn Place, Edimburg Assistència: 6,000 espectadors Àrbitre: George Rowland Hill (England) |
| Assaig: Peterkin Tod Don-Wauchope Asher Con: Berry (2) |             | Assaig: McIntosh | 16 febrer 1884 {{{time}}} - Raeburn Place, Edimburg Assistència: 6,000 espectadors Àrbitre: George Rowland Hill (England) |

Escòcia: JP Veitch (Royal HSFP), Bill Maclagan (London Scottish) capt., DJ Macfarlan (London Scottish), ET Roland (Edinburgh Wanderers), Andrew Ramsay Don-Wauchope (Fettesian-Lorettonians), AGG Asher (Oxford University), Thomas Ainslie (Edinburgh Inst FP), JB Brown (Glasgow Acads), J Jamieson (West of Scotland), D McCowan (West of Scotland), WA Peterkin (Edinburgh University), Charles Reid (Edinburgh Acads), CW Berry (Fettesian-Lorettonians), J Tod (Watsonians), WA Walls (Glasgow Acads)
Irlanda: JM O'Sullivan (Limerick), RE McLean (NIFC), GH Wheeler (Queen's College, Belfast), LM MacIntosh (Dublín University), M Johnston (Dublín University), WW Higgins (NIFC), W Kelly (Wanderers), THM Hobbs (Dublín University), A Gordon (Dublín University), JF Maguire (Cork), JBW Buchanan (Dublín University), JA McDonald (Methodist College, Belfast) capt., RW Hughes (NIFC), WG Rutherford (Lansdowne), J Johnston (NIFC)

### Anglaterra vs. Escòcia
| Anglaterra                     | 1G – 1T | Escòcia          | 1 març 1884 {{{time}}} - Rectory Field, Blackheath Assistència: 8,000 espectadors Àrbitre: G Scriven (Ireland) |
| Assaig: Kindersley Con: Bolton |         | Assaig: Jamieson | 1 març 1884 {{{time}}} - Rectory Field, Blackheath Assistència: 8,000 espectadors Àrbitre: G Scriven (Ireland) |

Anglaterra: HB Tristram (Oxford University), CG Wade (Oxford University), Arthur Evanson (Richmond), WN Bolton (Blackheath), A Rotherham (Oxford University), HT Twynam (Richmond), GT Thomson (Halifax), CS Wooldridge (Blackheath), CJB Marriott (Cambridge University), RS Kindersley (Oxford University), EL Strong (Oxford University), WM Tatham (Oxford University), RSF Henderson (Blackheath), Charles Gurdon (Richmond), ET Gurdon (Richmond) (capt.)
Escòcia: JP Veitch (Royal HSFP), Bill Maclagan (London Scottish) capt., DJ Macfarlan (London Scottish), ET Roland (Edinburgh Wanderers), Andrew Ramsay Don-Wauchope (Fettesian-Lorettonians), AGG Asher (Oxford University), T Ainslie (Edinburgh Inst FP), JB Brown (Glasgow Acads), J Jamieson (West of Scotland), D McCowan (West of Scotland), WA Peterkin (Edinburgh University), C Reid (Edinburgh Acads), CW Berry (Fettesian-Lorettonians), J Tod (Watsonians), WA Walls (Glasgow Acads)

### Gal·les vs. Irlanda
| Gal·les                            | 2T, 1G – 0 | Irlanda | 12 Abril 1884 {{{time}}} - Cardiff Arms Park, Cardiff Àrbitre: unknown |
| Assaig: Norton Clapp Drop: Stadden |            |         | 12 Abril 1884 {{{time}}} - Cardiff Arms Park, Cardiff Àrbitre: unknown |

Gal·les: Tom Barlow (Cardiff), Frank Hancock (Cardiff), William Norton (Cardiff), Charles Taylor (Ruabon), William Stadden (Cardiff), William Gwynn (Swansea), William David Phillips (Cardiff), John Sidney Smith (Cardiff), Joe Simpson (Cardiff) capt., Tom Clapp (Newport), Bob Gould (Newport), Horace Lyne (Newport), Buckley Roderick (Llanelli), Samuel Goldsworthy (Swansea), John Hinton (Cardiff)
Irlanda: JWR Morrow (Queen's College, Belfast), Charles Jordan (Newport), J Pedlaw (Bessbrook), Henry Spunner (Wanderers), AJ Hamilton (Lansdowne), HG Cook (Lansdowne), DF Moore (Wanderers) capt., FW Moore (Wanderers), JM Kennedy (Wanderers), WS Collis (Wanderers), J Fitzgerald (Wanderers), W Hallaran, Lambert Moyers (Dublín Uni.), WE Johnston (Dublín Uni.), Harry McDaniel (Newport)
Aquest partit va tenir l'anècdota, que la Irlanda sols comptava amb 13 jugadors. Per a poder oficiar el partit, dos jugadors no internacionals gal·lesos  van complementar l'esquadra irlandesa. D'aquesta manera, Charles Jordan i Harry McDaniel, feren el seu debut internacional.